# تاکاهیرو یاناگی
تاکاهیرو یاناگی (انگلیسی: Takahiro Yanagi؛ زادهٔ ۵ اوت ۱۹۹۷) بازیکن فوتبال اهل ژاپن است.
از باشگاه‌هایی که در آن بازی کرده‌است می‌توان به باشگاه فوتبال توکیو اشاره کرد.